# Ropucha plamista
Ropucha plamista (Sclerophrys pardalis) – gatunek afrykańskiego płaza bezogonowego z rodziny ropuchowatych (Bufonidae).

## Taksonomia
Epitet gatunkowy pardalis odnosi się do pantery.
Gatunek był w przeszłości zaliczany do rodzaju Bufo.

## Występowanie
Jest to endemit RPA. Występuje wzdłuż jej południowo-wschodniego i południowego wybrzeża (Prowincja Przylądkowa Wschodnia i skrajnie południowo-wschodnia część Prowincji Przylądkowej Zachodniej).
Gatunek zazwyczaj bytuje na wysokościach niższych niż 1000 m n.p.m., aczkolwiek zdarza mu się zapuścić na wysokość o 50% wyższą. Zasiedla tereny trawiaste i rolnicze.

## Rozmnażanie
By wydać następne pokolenie, Sclerophrys pardalis potrzebuje dużego, głębokiego zbiornika wodnego o roślinności i liściach pływających, istniejącego stale. Nawoływanie odbywa się właśnie z roślin.

## Status
Choć można wskazać okolice, gdzie zwierzę to występuje jeszcze licznie, liczebność populacji ulega obniżeniu. Przyczyną tego jest niszczenie ich środowiska naturalnego.
Na szczęście występuje w kilku obszarach chronionych, gdzie jest w mniejszym stopniu narażony na niesprzyjające mu czynniki.